# 이성곤
이성곤(李城坤, 1992년 3월 25일 ~ )은 전 KBO 리그 한화 이글스의 외야수, 지명타자이자, 현 KBO 리그 롯데 자이언츠의 1군 타격보조코치이다. 그의 아버지는 전 KBO 리그 해태 타이거즈의 외야수이자, 현 SBS 스포츠 야구 해설위원인 이순철이고, 어머니는 전 승마 국가대표 선수인 이미경이다.

## 선수 시절

### 아마추어 시절
연세대학교 시절 뛰어난 타격과 도루 능력을 인정받아 청소년 대표로 출전했다.

### 두산 베어스시절
2014년 신인 드래프트 3라운드 전체 32순위로 지명받아 입단했다. 입단 후 내야수에서 외야수로 전향했고, 시즌 막바지에 우익수로 출전했다. 2014년 10월 16일 SK전에서 데뷔 첫 안타를 기록했다.

### 경찰 야구단시절
2014년 10월 21일에 합격했고, 2014년 12월에 입단하였다.

### 두산 베어스복귀
2016년 9월 3일에 복귀하였다.

### 삼성 라이온즈시절
2018년 KBO 리그 2차 드래프트를 통해 이적하였다. 

#### 2020년 시즌
6월 26일 롯데 자이언츠전에서 댄 스트레일리를 상대로 데뷔 첫 홈런을 쳐 냈다.
이후 6월 27일에 2경기 연속 홈런을 기록했다. 4번 타자로 출장하기도 했지만 이후 이원석의 복귀, 다니엘 팔카의 영입으로 입지가 줄어들었다.
시즌 62경기에 출전해 2할대 타율, 139타수 39안타(5홈런), 18타점, 16득점, 2도루, OPS 0.768을 기록했다.

### 한화 이글스시절
2021년 6월 25일 당시 한화 이글스 소속이었던 오선진과 1:1 트레이드를 통해 이적하였다. 2023년 11월에 은퇴를 선언했다.

## 야구선수 은퇴 후
2024년부터 롯데 자이언츠의 2군 타격보조코치로 활동한다.

## 출신 학교
- 서울 성동초등학교
- 잠신중학교
- 경기고등학교
- 연세대학교

## 통산 기록
| 연도 | 팀명  | 타율  | 경기 | 타수 | 득점 | 안타 | 2루타 | 3루타 | 홈런 | 루타 | 타점 | 도루 | 도실 | 볼넷 | 사구 | 삼진 | 병살 | 실책 |
| ---- | ----- | ----- | ---- | ---- | ---- | ---- | ----- | ----- | ---- | ---- | ---- | ---- | ---- | ---- | ---- | ---- | ---- | ---- |
| 2014 | 두산  | 0.250 | 4    | 8    | 1    | 2    | 1     | 0     | 0    | 3    | 0    | 0    | 0    | 0    | 0    | 4    | 0    | 1    |
| 2017 | 두산  | 0.200 | 4    | 5    | 1    | 1    | 0     | 0     | 0    | 1    | 0    | 0    | 0    | 0    | 0    | 2    | 0    | 0    |
| 2018 | 삼성  | 0.188 | 9    | 16   | 1    | 3    | 0     | 0     | 0    | 3    | 0    | 0    | 0    | 3    | 0    | 7    | 1    | 0    |
| 2019 | 삼성  | 0.179 | 13   | 28   | 1    | 5    | 3     | 0     | 0    | 8    | 0    | 0    | 0    | 0    | 0    | 6    | 0    | 0    |
| 2020 | 삼성  | 0.281 | 62   | 139  | 16   | 39   | 7     | 0     | 5    | 61   | 18   | 2    | 0    | 11   | 0    | 38   | 3    | 2    |
| 2021 | 한화  | 0.264 | 62   | 174  | 17   | 46   | 12    | 2     | 1    | 65   | 24   | 0    | 3    | 29   | 3    | 53   | 4    | 4    |
| 2022 | 한화  | 0.192 | 41   | 99   | 6    | 19   | 5     | 0     | 0    | 24   | 5    | 1    | 1    | 17   | 0    | 32   | 0    | 2    |
| 2023 | 한화  | 0.143 | 8    | 14   | 2    | 2    | 0     | 0     | 0    | 2    | 0    | 0    | 0    | 1    | 0    | 3    | 0    | 0    |
| 통산 | 8시즌 | 0.242 | 203  | 483  | 45   | 117  | 28    | 2     | 6    | 167  | 47   | 3    | 4    | 61   | 3    | 145  | 8    | 9    |